# Alice Salomon Hochschule Berlin
Die Alice-Salomon-Hochschule Berlin (Eigenschreibweise Alice Salomon Hochschule Berlin) (ASH) ist eine Hochschule für angewandte Wissenschaften in Berlin. Schwerpunkte des Studiums sind Soziale Arbeit, Gesundheit, Erziehung und Bildung. In diesen Bereichen werden 10 Bachelor- und 12 Master-Studiengänge angeboten.

## Geschichte

### 1908–1990
Die Alice-Salomon-Hochschule Berlin wurde 1908 von der Wissenschaftlerin und Frauenrechtlerin Alice Salomon als Soziale Frauenschule in Schöneberg, Kyffhäuserstr. 20/21 gegründet. Sie wurde der Prototyp „für alle Wohlfahrtsschulen, bis in die Gegenwart.“

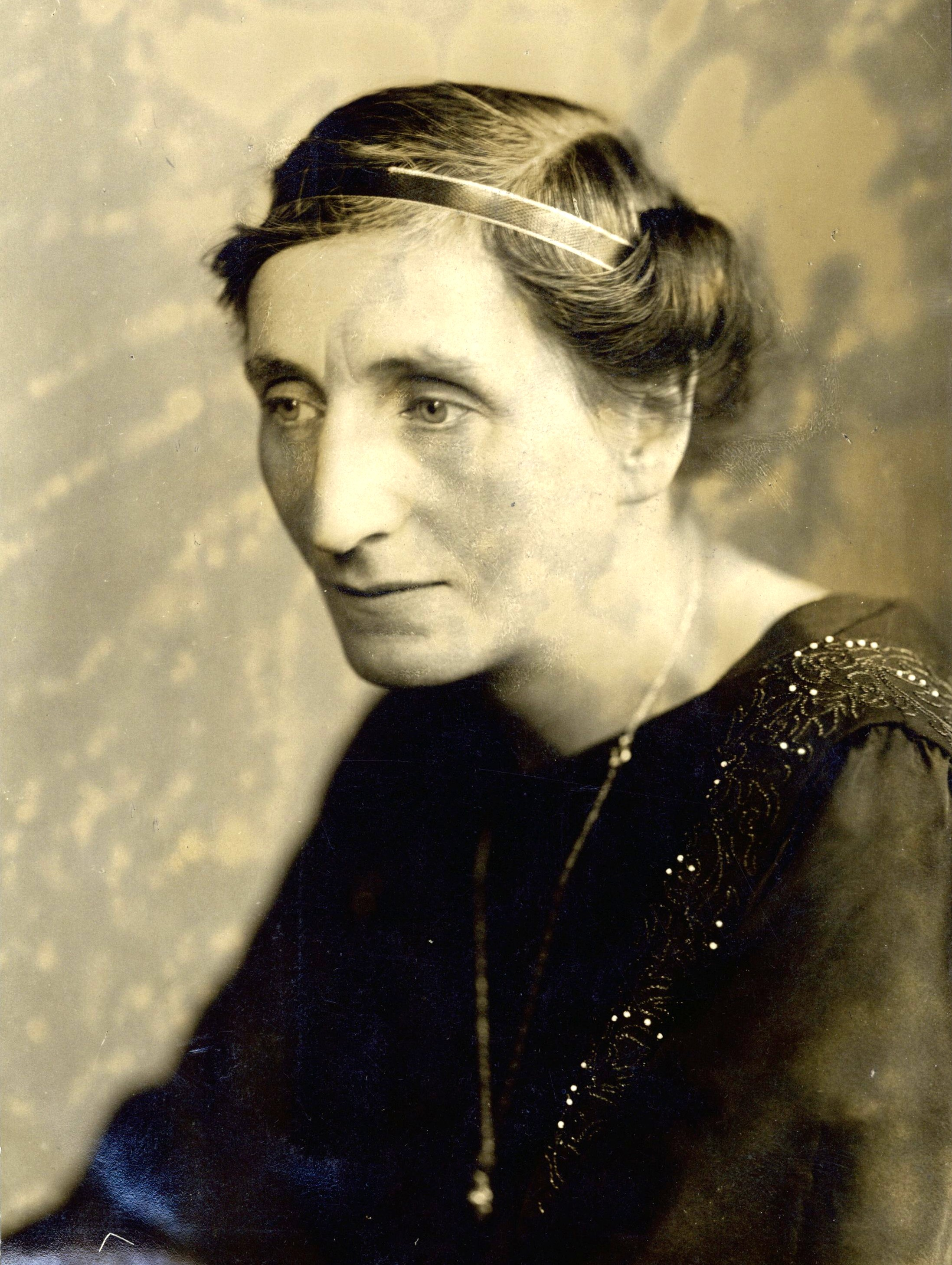
Alice Salomon, Gründerin und Namenspatin

Der Lehrbetrieb begann am 15. Oktober 1908 mit 82 Schülerinnen im Alter von 18 bis Ende 30 Jahren. Hinzu kamen 213 Hospitantinnen, die nur an Einzelveranstaltungen teilnahmen. Als Motto der Bildungsinstitution hatte die Begründerin den Satz des englischen Essayisten Thomas Carlyle ausgewählt: „Gesegnet, wer seine Arbeit gefunden hat!“ Über Zweck und Ziel der Ausbildungsstätte sagte sie in ihrer programmatischen Eröffnungsansprache:

„Zweck und Ziel der Schule: Denn diese ist entstanden und soll der Aufgabe dienen, den Mädchen und Frauen unserer Stadt, unseres Landes Arbeit zu geben. Arbeit, das heißt nicht Beschäftigung, nicht Zeitvertreib, sondern eine Tätigkeit, die nicht nur ihre Zeit – sondern auch ihre Gedanken, ihr Interesse in Anspruch nimmt; die zunächst für einige Jahre den Inhalt ihres Lebens ausmachen soll, um den herum allein andere, was das Leben ihnen an Freuden, Genüssen, Anregungen bietet, sich nur – gleichsam wie eine schmückende Arabeske – als Beiwerk gruppiert. Arbeit, die sie nicht nur erfüllt, solange sie als Schülerinnen in diesem Hause ein- und ausgehen; sondern Arbeit, die sie mit hinausnehmen, wenn sie die Schule verlassen, als ein Teil ihres Lebens, der nicht zugrunde gehen kann, der zu ihnen gehört, der ihre Lebensauffassung und ihr Tun bestimmt, wo das Schicksal sie auch hinführen, welcher Platz ihnen auch einmal später zugedacht sein mag.“

Die neue Einrichtung war die erste interkonfessionelle Schule mit einer zweijährigen Ausbildung von Wohlfahrtspflegerinnen, wobei „Armenpflege, Jugendfürsorge und Arbeiterinnenfürsorge auf dem Oberkurs speziell als Berufsausbildungen gelehrt wurden, während der Unterkurs eine mehr praktische Arbeit im Hort und Kindergarten verlangte“. Die Bildungsinstitution konnte auf ein Ausbildungskonzept zurückgreifen, das sich seit 1893 bereits in einer fünfzehnjährigen Experimentier- und Pilotphase in den Mädchen- und Frauengruppen für soziale Hilfsarbeit, geleitet von Jeanette Schwerin, ab 1899 von Alice Salomon, entwickelt hatte. Für die Begründerin war die soziale Ausbildungsstätte vordergründig ein Ort „moderner Bildung“, an dem die weibliche Jugend für die „Nutzbarmachung der Pflichten und Rechte erzogen wird, die die Frauenbewegung für sie erkämpft hat“.

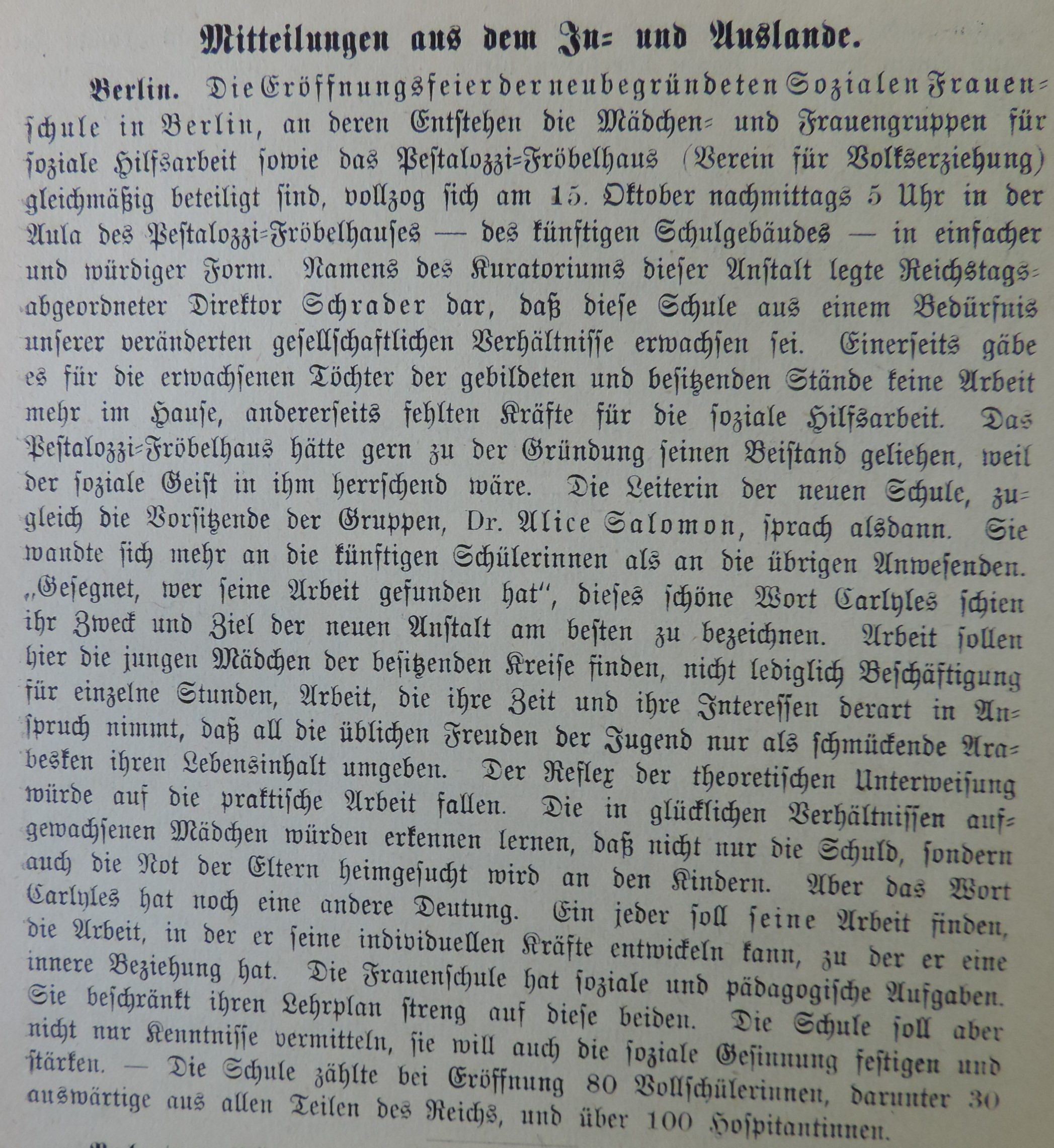
Bericht zur Eröffnung der Frauenschule (archiviert im Ida-Seele-Archiv)

Der Erfolg der Sozialen Frauenschule war enorm:

„Während die Soziale Frauenschule in den ersten Jahren ihre innerliche Form fand, entwickelte sie sich auch äußerlich sehr. Die Zahl der Schülerinnen stieg dauernd. Im Jahre 1913/14 besuchten 33 Schülerinnen die Unterstufe, 60 die Oberstufe (30 weitere Bewerberinnen waren wegen Überfüllung abgewiesen worden), und 30 Schülerinnen nahmen an Fortbildungskursen (einer sog. dritten Klasse, die noch im ersten Jahr des Bestehens der Sozialen Frauenschule eingerichtet wurde) teil. Ferner gab es einen Hospitantenkursus mit durchschnittlich 58 Hörerinnen und einen von 43 Schülerinnen besuchten Abendkurs. Es leuchtete ein, daß die vom Pestalozzi-Fröbel-Haus zur Verfügung gestellten Räume nicht mehr ausreichten.“

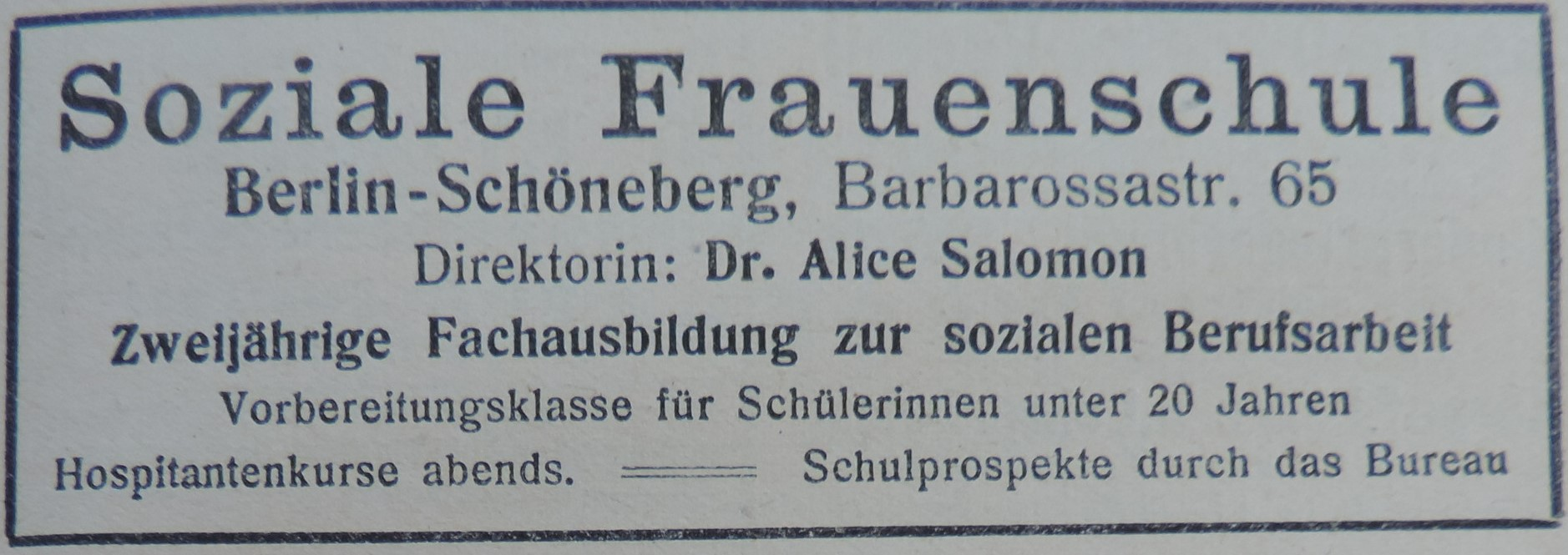
Anzeige der Sozialen Frauenschule

Bekannte Personen aus Politik, Wirtschaft, Philosophie, sozialer Arbeit etc. unterrichteten an der privaten sozialen Ausbildungsstätte. Dazu gehörten neben Alice Salomon Clara Richter, Lili Droescher, Frieda Duensing, Gertrud Bäumer, Margarete Treuge, Emil Münsterberg, Friedrich Naumann, Ruth von der Leyen, Idamarie Solltmann, und Albert Levy.
Am 1. Oktober 1914 wurde ein neues Schulgebäude bezogen, das zum großen Teil von Alice Salomon aus privaten Mitteln finanziert worden war. Im Jahr 1932, zum 60. Geburtstag der Schulgründerin, durfte sich die Ausbildungsstätte Alice-Salomon-Schule für Sozialarbeit nennen.
Während der Zeit des Nationalsozialismus blieb die Ausbildungsinstitution erhalten, doch alle jüdischen Dozenten wurden entlassen und ab 1934 durften keine jüdischen Schülerinnen mehr aufgenommen werden. Bewerberinnen mussten sowohl einen Ariernachweis als auch die Bestätigung der Mitgliedschaft im BDM oder einer anderen NS-Organisation vorlegen. Alice Salomon erhielt Hausverbot und wurde zur Emigration gezwungen. Ihre Nachfolgerin Charlotte Dietrich war bereits 1933 in die NSDAP eingetreten, um nach eigenen Angaben die Ausbildungsstätte zu retten. Sie hatte die „nationalsozialistische Machtergreifung als einen ‚Neubeginn‘, einer Restauration der Anfänge, unterstützt“. Demzufolge hatten sich Lehr- und Lerninhalte an der nationalsozialistischen Ideologie zu orientieren. Die Soziale Frauenschule wurde in Schule für Volkspflege umbenannt.
Nach dem Zusammenbruch des Dritten Reiches öffnete sich die Schule, die sich ab 1952 für kurze Zeit wieder nach ihrer Begründerin nannte, wenn auch zögernd, dem demokratischen Ansatz sozialer Arbeit, gemäß dem Reeducation-Programm der US-Militärregierung. Fortan wurden auch männliche Bewerber zugelassen. Bald kamen neue Fächer hinzu: Soziale Einzelfallhilfe, soziale Gruppenarbeit, soziale Gemeinwesenarbeit und Jugendpflege/Jugendhilfe. Im Jahre 1971 wurde die inzwischen Höhere Fachschule zur Fachhochschule für Sozialarbeit und Sozialpädagogik (FHSS) umgewidmet.

### Seit 1990
Nach dem Fall der Mauer erhielt die Hochschule 1991 unter dem nun zuständigen Senat von Berlin ihren ursprünglichen Namen nach Alice Salomon zurück. Im Jahr 1998 zog die Fachhochschule in einen Neubau im damaligen Berliner Bezirk Hellersdorf (seit 2001 Bezirk Marzahn-Hellersdorf) um. Die Senatsverwaltung für Bildung als Träger der Einrichtung hatte zunächst einige Jahre zuvor den größeren Standort Lankwitz (ehem. PH Berlin) angeboten, was die Gremien ablehnten ("Stadtrandlage, 8 km vom Zentrum); Hellersdorf (16 km vom Zentrum) wurde vom Rektor gegen den Willen fast aller anderen in der Mitbestimmung der ASH aber beschlossen. Am historischen Standort befindet sich heute das Archiv der Hochschule.
Im Eingangsbereich der heutigen ASH erinnern zwei am 16. April 2008 feierlich enthüllte Gedenktafeln mit eingraviertem Text an Leben und Werk Alice Salomons.

## Studium
Forschung wird anwendungsbezogen durchgeführt; Schwerpunkt ist die Entwicklung bzw. wissenschaftliche Begleitung neuer Angebote in der sozialen und gesundheitsorientierten Praxis.
Folgende Studiengänge wurden 2020/2021 angeboten:

### Bachelorstudiengänge

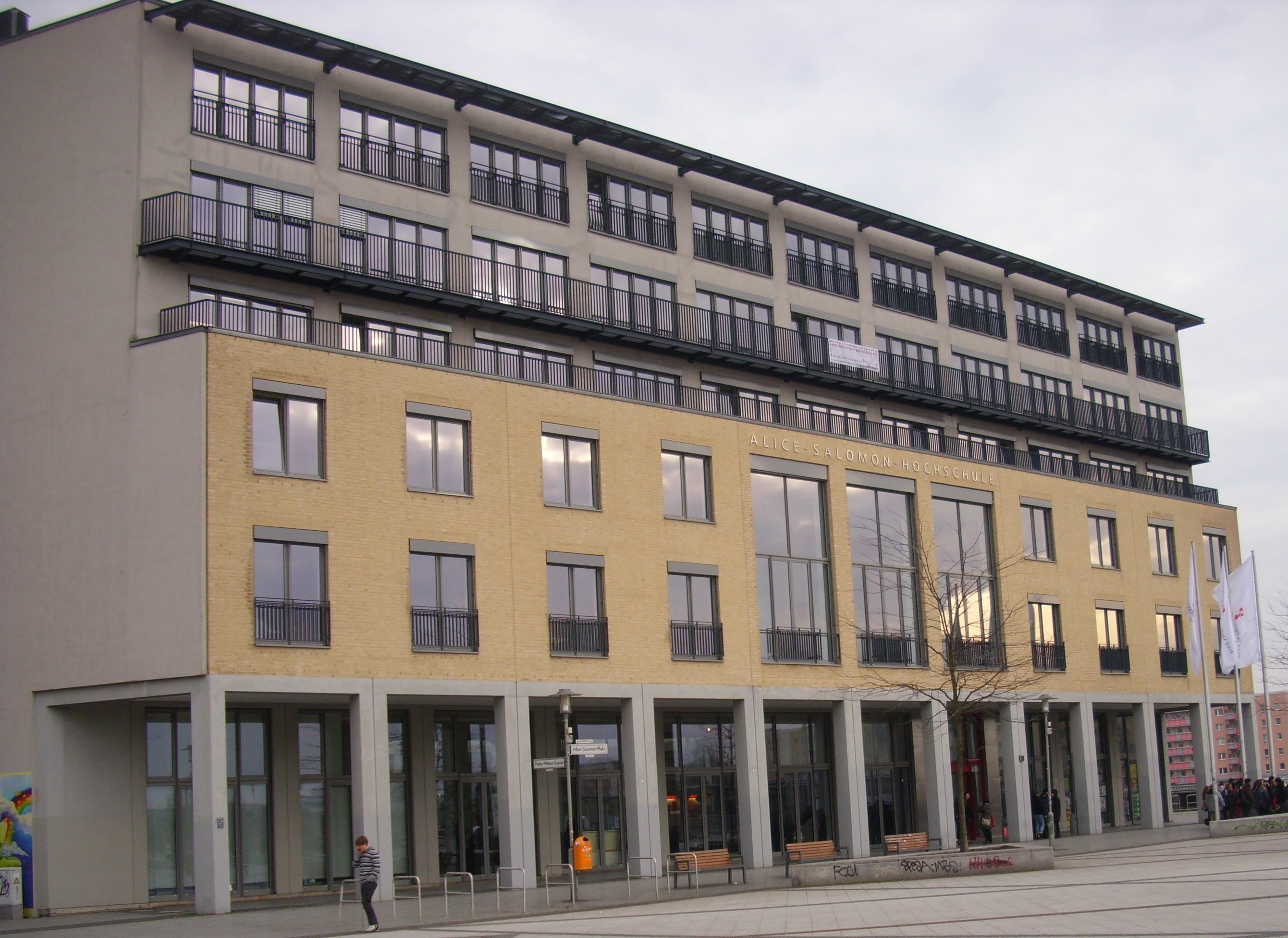
Hochschulgebäude im Bereich Helle Mitte Berlin

- Erziehung und Bildung in der Kindheit B.A.
- Gesundheits- und Pflegemanagement B.Sc.
- Interprofessionelle Gesundheitsversorgung – online B.Sc.
- Kindheitspädagogik berufsintegriert B.A.
- Management und Versorgung im Gesundheitswesen B.Sc.
- Pflege Primärqualifizierung B.Sc.
- Physio- und Ergotherapie Primärqualifizierung B.Sc.
- Physio- und Ergotherapie additiv, interdisziplinär B.Sc.
- Soziale Arbeit B.A.
- Soziale Arbeit online B.A. (BASA-online)

### Konsekutive Masterstudiengänge
- Management und Qualitätsentwicklung im Gesundheitswesen M.Sc.
- Praxisforschung in Sozialer Arbeit und Pädagogik M.A.
- Soziale Arbeit – Kritische Diversity und Community Studies M.A.
- Public Health M.Sc.

### Weiterbildende Masterstudiengänge
- Biografisches und Kreatives Schreiben M.A.
- Intercultural Conflict Management M.A.
- Kinderschutz – Dialogische Qualitätsentwicklung in den Frühen Hilfen und im Kinderschutz M.A.
- Soziale Arbeit – Klinische Sozialarbeit M.A.
- Netzwerkmanagement Bildung für eine Nachhaltige Entwicklung (BNE) – Schwerpunkt Kindheitspädagogik M.A.
- Social Work as a Human Rights Profession M.A.
- Soziale Arbeit als Menschenrechtsprofession M.A.
- Sozialmanagement M.A.

## Schulleitung/Direktorat/Rektorat
- 1908–1925: Alice Salomon
- 1925–1945: Charlotte Dietrich
- 1945–1963: Erna Runkel
- 1963–1971: Helga Danzig
- 1971–1973: Kurt Eberhard
- 1973–1974: Friedrich Hossbach (kommissarischer Direktor)
- 1974–1978: Dieter Claessens
- 1978–1986: Hans-Jochen Brauns
- 1986–1990: Marlis Dürkop
- 1990–1994: Reinhart Wolff
- 1994–2010: Christine Labonté-Roset
- 2010–2014: Theda Borde
- 2014–2018: Uwe Bettig
- 2018–0000: Bettina Völter

## Partnerschaften und Kooperationen
Die ASH Berlin unterhält regionale und nationale Kooperationen mit dem Ziel den fachlichen und persönlichen Austausch zu fördern, wie auch eine Verbindung zwischen der Hochschule und der Praxis herzustellen.

### An-Institute
- IPLE – Institut für Produktives Lernen in Europa
- Europa-Institut für Sozial- und Gesundheitsforschung
- FoBeG e. V. – Institut für Forschung und Beratung im Sozial- und Gesundheitswesen
- BIKA e. V. – Berliner Institut für Kontrapunktische Gesellschaftsanalysen
- ITTA – Berlin Institut für Transnationale und Transkulturelle Sozialarbeit e. V.
- AB&P – ABiD-Institut Behinderung & Partizipation
- QuIB – Institut für Qualitätsentwicklung und Gesundheitsförderung in Institutionen der frühen Bildung (e. V.)

## Besonderheiten

### Alice-Salomon-Archiv
Im Jahr 2000 wurde das Archiv in Berlin-Schöneberg gegründet, nach Weggang der Hochschule aus Schöneberg. Es soll an Alice Salomon und an ihr Lebenswerk an diesem historischen Ort erinnern, denn 1908 wurde die Hochschule als Soziale Frauenschule Berlin-Schöneberg gegründet. Das Archiv dokumentiert gleichzeitig diese Anfänge und die Entwicklung der Professionalität in der Sozialarbeit an der Alice Salomon Hochschule, insbesondere die Professionalität der Sozialen Frauenberufe.

### Preisverleihungen
Die Einführung des ersten Masterstudiengangs Biografisches und Kreatives Schreiben in Deutschland war Anlass zur erstmaligen Vergabe des Alice Salomon Poetik Preis im Wintersemester 2006/07, verbunden mit einer gleichnamigen Dozentur. Seitdem vergibt die Hochschule den Preis alle zwei Jahre (bis 2017 jährlich) an interdisziplinär arbeitende Kunstschaffende, die zur Weiterentwicklung der literarischen, visuellen sowie akustischen Künste beitragen. Die ersten Preisträger waren Michael Roes (2006) und Gerhard Rühm (2007), gefolgt u. a. von Eugen Gomringer (2011), Andreas Steinhöfel (2013), Elfriede Czurda (2016), Barbara Köhler (2017), Christoph Szalay (2019), Lioba Happel (2021) und Maxi Obexer (2023). Ferner verleiht die ASH den Alice-Salomon-Award. Dieser Preis wird an Frauen verliehen, die sich in herausragender Weise für die Emanzipation von Frauen und die Entwicklung von Sozialer Arbeit einsetzen und das Lebenswerk Alice Salomons im übertragenen Sinne unter heutigen Bedingungen weiterführen und verstärken. Bisher wurden geehrt: Alice Shalvi (2001), Fadela Amara (2004), Barbara Lochbihler (2008), Rugiatu Neneh Turay (2010), Marisela Ortiz und Norma Andrade (2013), Urmila Chaudhary (2018), Heike Radvan (2020), Adrienne S. Chambon (2022) und Anna Csongor (2024).

## Absolventen und Dozenten
- Marie Bloch (1871–1944), deutsche Pädagogin
- Dorothee von Velsen (1883–1970), deutsche Schriftstellerin und Frauenrechtlerin
- Martha Mosse (1884–1977), Juristin
- Emmy Bergmann (1887–1972), deutsch-jüdische Kinderärztin
- Elfriede Strnad (1890–1960), Fröbel-Pädagogin
- Elisabeth von Thadden (1890–1944), Widerstandskämpferin gegen den Nationalsozialismus
- Erika Janensch (1891–1961), Leiterin von Kindergärtnerinnen- und Hortnerinnenseminaren
- Hedwig Wachenheim (1891–1969), deutsche Sozialpolitikerin und Historikerin
- Käte Rosenheim (1892–1979), deutsch-jüdisch-US-amerikanische Sozialarbeiterin
- Gabriele Tergit (1894–1982), deutsche Schriftstellerin
- Friederike Nadig (1897–1970), Politikerin
- Ruth Zechlin (1899–1966), Werklehrerin, Sachbuchautorin[18]
- Dora Peyser (1904–1970), deutsch-jüdische Sozialarbeiterin
- Otto Schlosser (1937–2012), deutscher Sozialwissenschaftler
- Heide Berndt (1938–2003), Soziologin
- Dagmar Schultz (* 1941), Soziologin und Brentano-Preisträgerin
- Wolfgang Wendlandt (* 1946), deutscher Psychologe und Autor
- Manfred Günther (* 1948), deutscher Sozialarbeitswissenschaftler
- Wolfgang Graf von Lüttichau (* 1952), Sozialpädagoge, Schriftsteller
- May Ayim (1960–1996), Dichterin, Pädagogin, afrodeutsche Aktivistin
- Arnd Pollmann (* 1970), Sozialphilosoph
- Rahel Dreyer (* 1978), Pädagogin

## Kontroversen

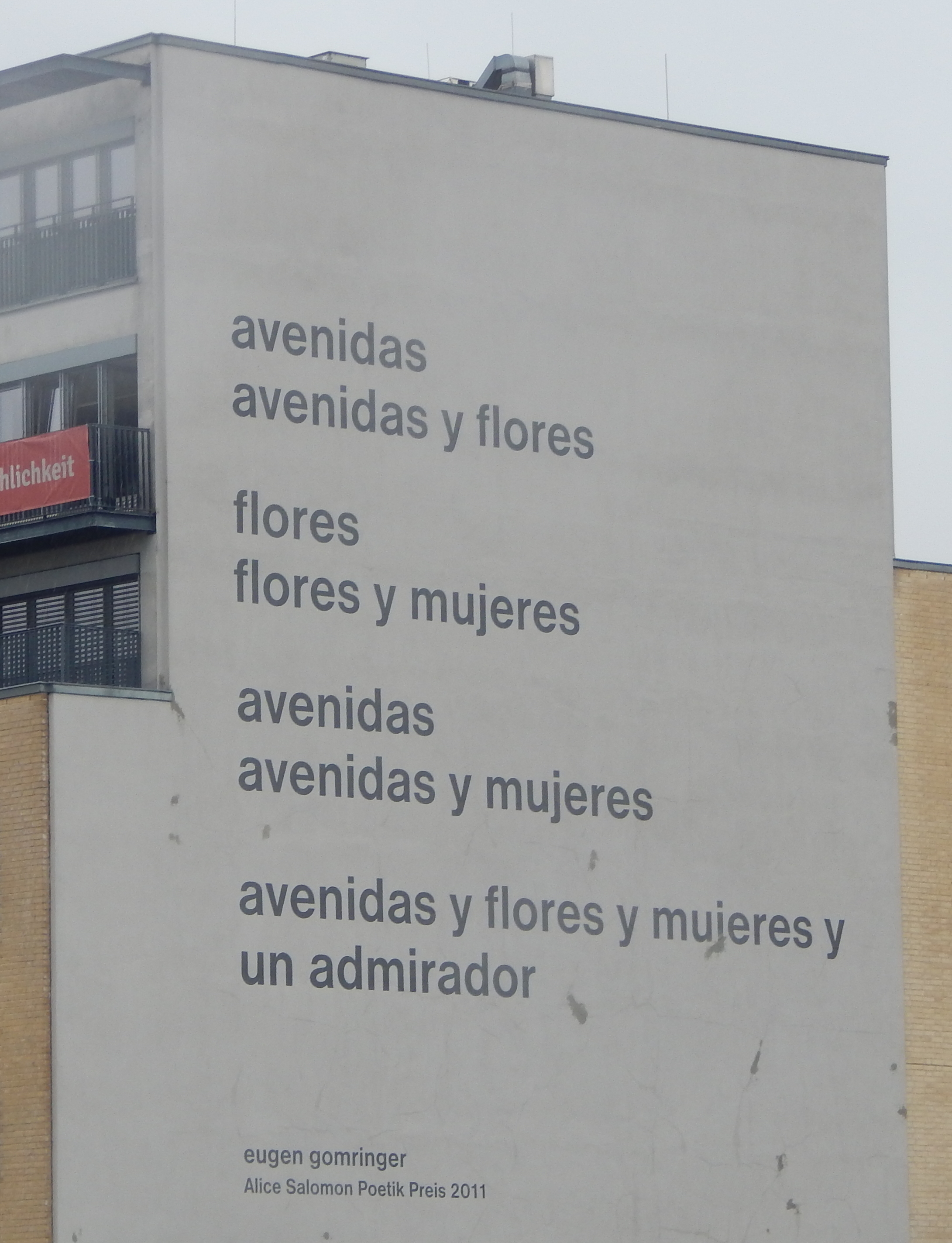
Gedicht von Eugen Gomringer, 2018 an der Giebelwand

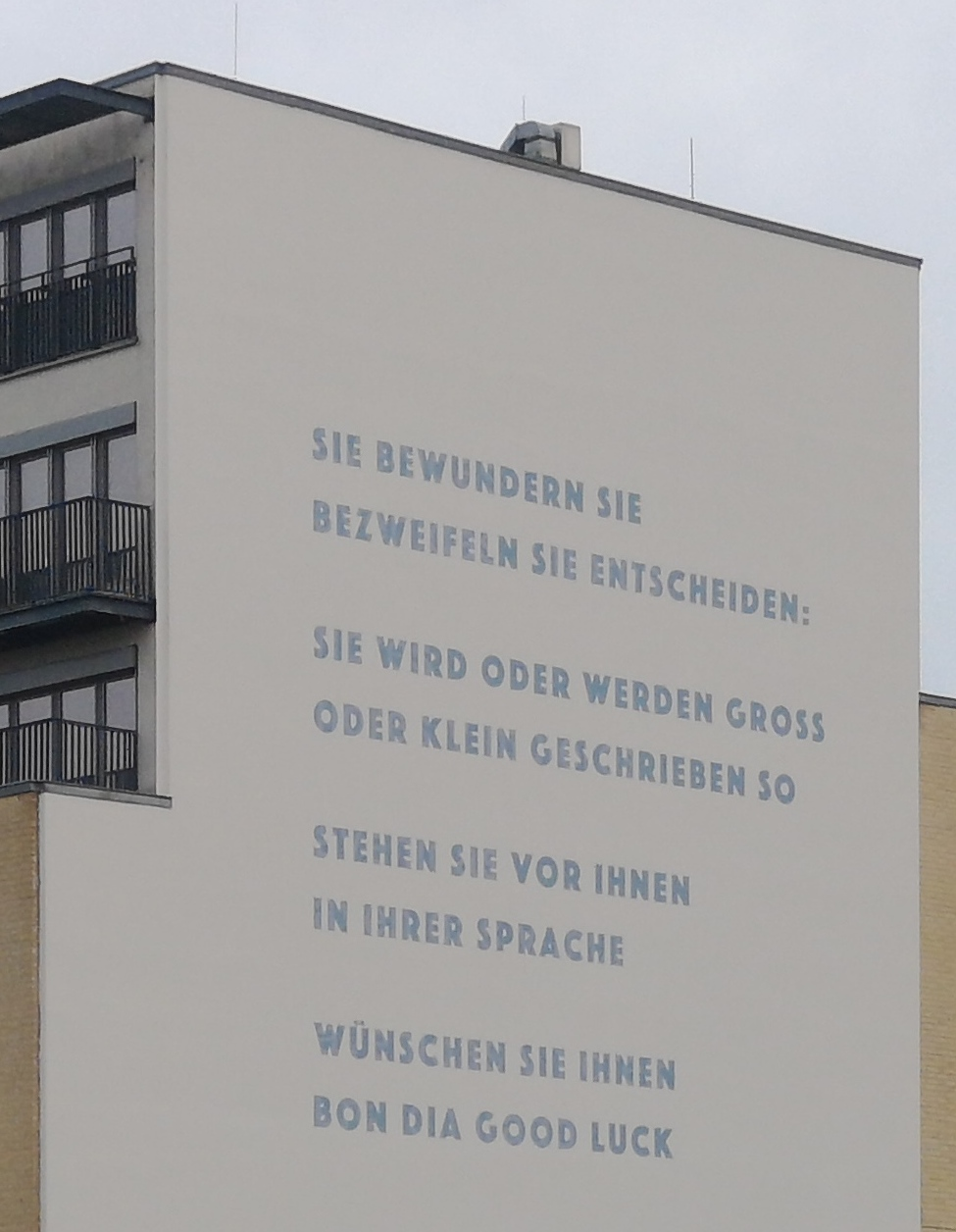
Gedicht von Barbara Köhler, 2019 an der Giebelwand

### Debatte um das Gedichtciudad (avenidas)an der Fassade des Hochschulgebäudes
Im Jahr 2016 löste das Gedicht ciudad (avenidas) (1951) von Eugen Gomringer an der Giebelseite des Gebäudes hochschulinterne und bundesweite Diskussionen um Hochschuldemokratie, Zensur, Sexismus und Kunstfreiheit aus. Das Gedicht wurde 2011, so hieß es seinerzeit, „als bleibende Erinnerung“ in großen Lettern an der Südfassade angebracht und sollte den mit dem Alice-Salomon-Poetik-Preis ausgezeichneten Dichter Gomringer zusätzlich ehren. Gomringer schrieb das Gedicht sechs Jahre nach Ende des Zweiten Weltkriegs und veröffentlichte es 1953 im Gedichtband konstellationen, als er mit den Mitteln der Konkreten Poesie auf dem „semantische[n] Schutt“ des Nationalsozialismus neue Ausdrucksformen suchte. Eine Analyse des Gedichts und seiner Rolle in der Kontroverse erschien in der Zeitschrift sozialersinn und eine Analyse der Kontroverse in Textpraxis.
Im Jahr 2016 wendete sich der AStA der Alice-Salomon-Hochschule an die Hochschulleitung. Das Gedicht reproduziere „eine klassische patriarchale Kunsttradition, in der Frauen* ausschließlich die schönen Musen sind, die männliche Künstler zu kreativen Taten inspirieren“. Am Ort des Gedichts, im U-Bahn-Station Hellersdorf und dem Alice-Salomon-Platz, würden sich Frauen zu später Stunde oft nicht wohlfühlen. Das Gedicht würdige die Degradierung von Frauen „zu bewunderungswürdigen Objekten im öffentlichen Raum“ noch poetisch: „Zwar beschreibt Gomringer in seinem Gedicht keineswegs Übergriffe oder sexualisierte Kommentare und doch erinnert es unangenehm daran, dass wir uns als Frauen* nicht in die Öffentlichkeit begeben können, ohne für unser körperliches ‚Frau*-Sein‘ bewundert zu werden. Eine Bewunderung, die häufig unangenehm ist, die zu Angst vor Übergriffen und das [sic] konkrete Erleben solcher führt.“ Der AStA gab an, nicht das Lebenswerk Eugen Gomringers oder den Alice-Salomon-Poetik-Preis kritisieren zu wollen. Der Akademische Senat betrachtete es zudem als kritisch, dass die Auswahl eines Gedichts für die Fassadenwand im Jahr 2011 nicht transparent sowie ohne Einbezug der Hochschule und ihrer Gremien getroffen wurde.
Daraufhin beschloss der Akademische Senat im Januar 2018 in einem mehrstufigen partizipativen Verfahren mit Beteiligungsmöglichkeit aller Hochschulangehörigen, das Werk Gomringers von der Fassade zu entfernen. Letztlich wurde im Herbst 2018 die Fassade neu gestaltet und ein Gedicht von Barbara Köhler angebracht, die den Poetikpreis der Schule im Vorjahr erhalten hatte. In Köhlers palimpsestierendem Text sind einzelne, fragmentarisch hervorscheinende Buchstaben des Gedichtes von Gomringer „als Auslassungen […] verwoben“, um das historisch Gewachsene dieser besonderen Gestaltung anzudeuten. Sowohl von Barbara Köhler als auch von Eugen Gomringer wurden zwei Edelstahltafeln mit erläuternden Texten erstellt, die am unteren Teil der Fassade angebracht sind. Auf Gomringers Tafel ist auch sein Gedicht „avenidas“ zu lesen.
Die Entscheidung des Hochschulgremiums vom Januar 2018 wurde vielfach negativ bewertet. So sprach Kulturstaatsministerin Monika Grütters von einem „erschreckenden Akt der Kulturbarbarei“. Berlins Kultursenator Klaus Lederer bezeichnete die geplante Übermalung als überzogen, er halte den Vorwurf des Sexismus gegen Gomringer für absurd. Olaf Zimmermann, Geschäftsführer des Deutschen Kulturrats, äußerte, er hätte es „nie für möglich gehalten, dass eine Hochschule, die selbst Nutznießer der Kunst- und Wissenschaftsfreiheit ist, dieses Recht dermaßen mit Füßen tritt.“ Die Präsidentin des P.E.N.-Zentrums Deutschland, Regula Venske, hatte bereits im September kritisiert, eine Hochschule mit den Schwerpunkten Erziehung und Bildung könne nicht mit Zensur dem gesellschaftlichen Auftrag für Erziehung und Bildung nachkommen. Das Berliner Haus für Poesie, das seit der ersten Preisvergabe mit der Hochschule kooperiert hatte, setzte in einer Reaktion auf den Beschluss die Zusammenarbeit aus, die Jurymitglieder zogen sich aus der Jury zurück.
Dagegen verteidigte die aktuelle Poetik-Preisträgerin der Hochschule, Barbara Köhler, die Entscheidung des Akademischen Senats. Wenn die Studierenden patriarchale Denkmuster in dem Gedicht entdeckten und sich deshalb in ihrem schulischen Umfeld nicht wohlfühlten, sei dies zu akzeptieren. Sie finde es abenteuerlich, die Entscheidung als Zensur zu bezeichnen. Niemand wolle den Text verbieten oder ein Buch einstampfen. Unterstützung fand die Entscheidung des Hochschulgremiums auch bei der Tagesspiegel-Kommentatorin Anna Sauerbrey, die befand, das Gedicht sei aufgrund semantischer Gleichsetzung von Frauen und Objekten sexistisch und die Übermalung „keine identitätspolitische Bücherverbrennung“. Die Historikerin und Literaturwissenschaftlerin Elfriede Müller vom Berufsverband Bildender Künstler*innen Berlin bezeichnete Gomringers Gedicht als „veraltet“, es sei „in der heutigen Zeit nicht geeignet für die Fassade einer solchen Hochschule.“

### Besetzung des Hochschulgebäudes durch pro-palästinensische Demonstranten im Januar 2025
Anfang Januar 2025 kam es zur Besetzung der Hochschule seitens einer Gruppe pro-palästinensischer Demonstranten. Im Rahmen der Besetzung hingen die Besetzer u. a. Transparente mit der Aufschrift „Free Palestine“ an Gebäudefenstern auf. Aufmerksamkeit erlangten die an der Aktion beteiligten Aktivisten auch dadurch, dass sie einer im Foyer der Hochschule aufgestellte Büste Alice Salomons eine Kufiya um den Kopf drapierten und auf den Sockel der Büste den Schriftzug „Palestine“ platzierten. Kurz nach der Besetzung kam es vor dem Eingang des Gebäudes zu einer Kundgebung. Bei der Aktion, die laut den Organisatoren ein Ausdruck der Solidarität mit der kurz zuvor erfolgten Besetzung der Hochschule darstellen sollte, wurden insgesamt sechs Personen vorläufig von der Polizei festgenommen. Vorgeworfen werden ihnen folgende Straftaten: tätliche Angriffe auf Vollstreckungsbeamte, Beleidigung, Widerstand und versuchte Gefangenenbefreiung. Der Berliner CDU-Fraktionschef Dirk Stettner forderte den Rücktritt der Rektorin Bettina Völter.